# Zambujeira do Mar
Zambujeira do Mar est une localité et une ancienne commune (freguesia) située dans le comté d'Odemira, située sur la côte atlantique ouest du Portugal, avec une superficie totale de 42,96 km2 et une population de 911 habitants (au 30 juin 2011), ainsi qu'une densité de population de 22,2 habitants par km².

## Histoire
Dernière paroisse civile créée à Odemira, Zambujeira do Mar est détachée de la paroisse civile voisine de São Teotónio le 30 juin 1989 et a été réintégrée à São Teotónio en 2013.

## Géographie
Comme son nom l'indique, Zambujeira do Mar est située le long de la côte occidentale de l'Alentejo, au sud du Cabo Sardão, une zone découpée par diverses vallées, falaises et failles, entrecoupée de petites plages constituées de sable fin et clair, comme Zambujeira, Alteirinhos, Nossa Senhora e Tonel. La côte de Zambujeira est incluse dans le parc naturel du sud-ouest de l'Alentejo et de la côte de Saint-Vincent (Parque Natural do Sudoeste Alentejano e Costa Vicentina), qui couvre les différents sommets de falaises plissées et les petites plages/crevasses de la côte. Outre la plage côtière centrale de Zambujeira, les plages d'Alteirinhos, de Nossa Senhora, d'Arquinha et de Tonel sont importantes d'un point de vue géologique et attirent les touristes et les vacanciers.

## Économie
L'activité principale de la paroisse est le tourisme, bien que l'agriculture, l'élevage et la pêche soient des activités communes aux secteurs industriels de l'économie. Il y a quatre ports le long de la côte qui abritent les bateaux de pêche dans la zone appelée Entradas da Barca. Dans la dernière moitié du XXe siècle, le tourisme rural a commencé à ponctuer certaines zones de la paroisse, se concentrant sur l'offre de services de loisirs de qualité associés à des activités rurales/agricoles.

## Architecte

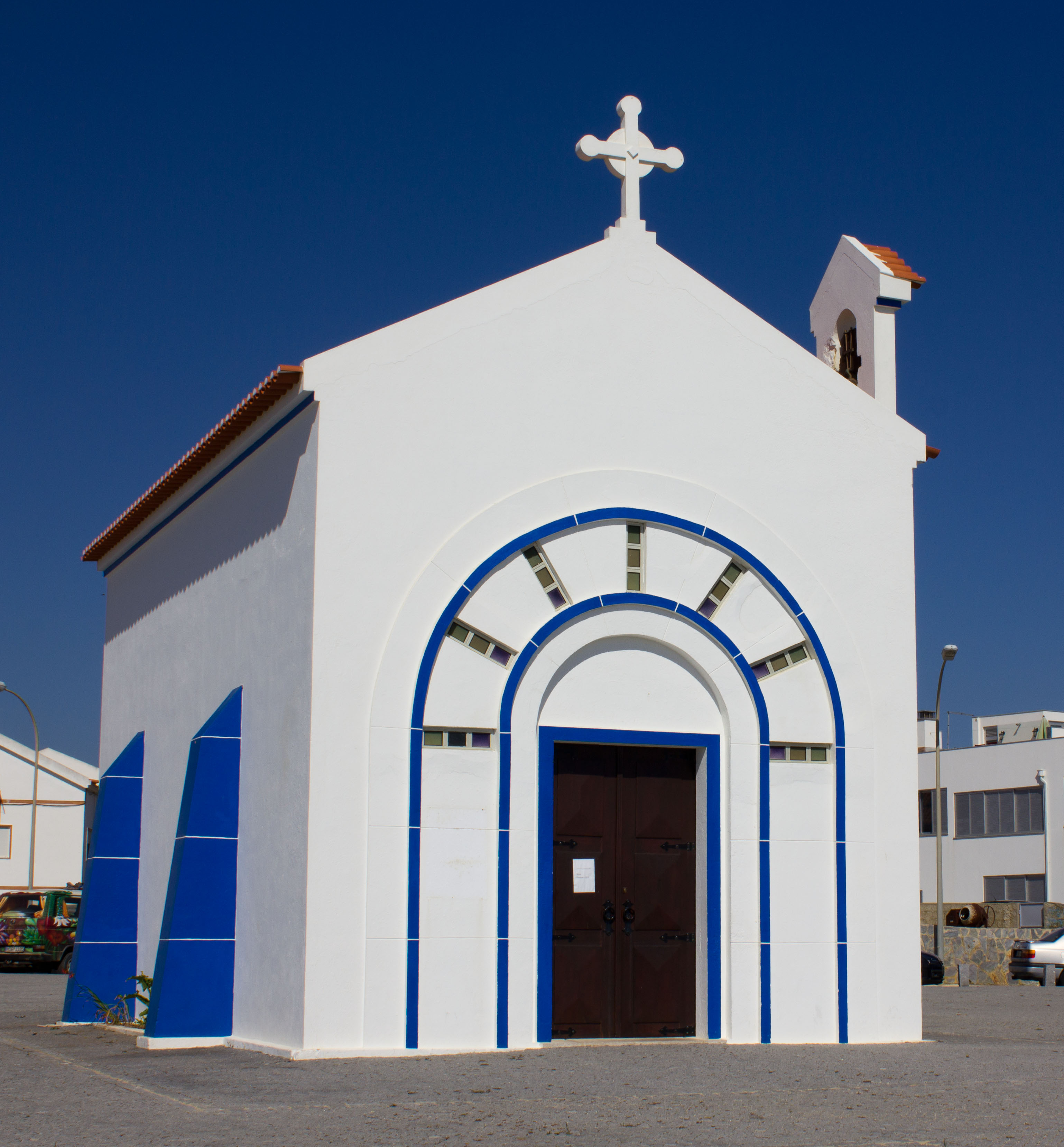
Chapelle de Nossa Senhora do Mar, temple à nef simple, blanchi à la chaux, dédié à Notre dame de la mer.

Outre les plages, les visiteurs de la paroisse peuvent visiter de nombreux édifices architecturaux importants de la région, notamment la place de la Chapelle de Nossa Senhora do Mar, et les fontaines historiques d'Amores et de Santa Catarina.

## Culture
Le mois d'août est la principale période d'activités culturelles de la paroisse et comprend : le festival de musique d'été do Sudoeste qui commence le premier jeudi du mois (situé à quelques kilomètres du centre) ; le 15 août, les fêtes religieuses de la région, dédiées à la sainte patronne Nossa Senhora do Mar (Notre-Dame de la mer) ; enfin, le 29 août, la foire annuelle.
L'événement populaire Festival Sudoeste (ou simplement Festival du Sud-Ouest) est l'un des plus grands festivals de musique d'été au Portugal. Pendant les quatre jours de l'événement, des groupes nationaux et internationaux présentent des concerts tout au long de la journée et de la soirée, sans s'arrêter, avec le soutien de DJ de renommée mondiale. Parmi les anciens participants à cet événement figurent de nombreux noms du monde de la musique indie et du rock, dont Marilyn Manson, Oasis, Ben Harper, Muse, Fatboy Slim, Doves, Basement Jaxx, et Black Uhuru.
Deux organisations sont identifiées, l'Associação Cultural e Recreativa Zambujeirense (Association culturelle et récréative de Zambujeiran) et l'Associação de Solidariedade Social de Zambujeira do Mar (Association de solidarité sociale de Zambujeira do Mar), qui promeuvent les activités récréatives, culturelles et sportives dans la communauté.